# Sermos Galiza
Sermos Galiza es un periódico semanal español de ámbito gallego publicado en Santiago de Compostela y dirigido por María Obelleiro. Su primer número impreso fue publicado el 17 de mayo de 2012 y sus lenguas de edición eran el gallego y el portugués. El diseño de su sitio web corría a cargo de la empresa compostelana Sacauntos Cooperativa Gráfica.
En noviembre de 2017, el periódico anunció la creación de un diario impreso y digital con el nombre de Nós Diario y que se lanzó el 2 de enero de 2020, sustituyendo así a Sermos Galiza.